# Kanton Mayet
Kanton Mayet (fr. Canton de Mayet) je francouzský kanton v departementu Sarthe v regionu Pays de la Loire. Tvoří ho sedm obcí.

## Obce kantonu
- Aubigné-Racan
- Coulongé
- Lavernat
- Mayet
- Sarcé
- Vaas
- Verneil-le-Chétif